# Derby County Football Club 2007-2008
Questa voce raccoglie le informazioni riguardanti il Derby County Football Club nelle competizioni ufficiali della stagione 2007-2008.

## Stagione
La stagione 2007-08 è la centonovesima nella storia del club e la sessantacinquesima in Premier League, il massimo livello del calcio inglese; la vittoria per 1-0 nella finale dei play-off contro il West Bromwich nella stagione precedente valse la conseguente promozione dalla Championship, con Billy Davies che fu riconfermato alla panchina come alla scorsa annata. Questa stagione vide il Derby County impegnato, oltre che in campionato, anche in FA Cup e in Football League Cup.
La prima partita della squadra avvenne l'11 agosto 2007, in casa contro il Portsmouth per la giornata inaugurale della Premier League, e finì 2-2; seguirono quattro sconfitte in campionato, contro il Manchester City (0-1 in trasferta), il Tottenham (0-4 in trasferta), il neopromosso Birmingham City (1-2 in casa) e il Liverpool (0-6 in trasferta), con un totale di 13 reti subite in quattro partite. A questa pessima partenza si aggiunse l'eliminazione in FL Cup al secondo turno contro il Blackpool (2-2 ai supplementari, 6-7 ai rigori), e l'insieme spinse l'allibratore Paddy Power a scommettere per la retrocessione del club; Trevor Birch dovette abbandonare la sua posizione come Capo Esecutivo il 19 ottobre, seguito dieci giorni dopo dal presidente Peter Gadsby, che fu sostituito da Adam Pearson, ex-Hull City.
Nel frattempo, contro il Newcastle Utd alla sesta giornata, il 17 settembre il Derby County ottenne quella che si rivelò la sua unica vittoria nella sua stagione (1-0 in casa), ma la situazione del club si era ormai rivelata estremamente compromessa già nei frangenti iniziali della stagione: tra le sconfitte più umilianti, se ne segnalano due finite per 5-0 (una contro l'Arsenal nella settima e successiva giornata e l'altra contro un West Ham Utd che pure era alle prese con una rosa piena di infortunati). La gestione Davies finì il 24 novembre dopo la quattordicesima giornata e la sconfitta contro il Chelsea per 2-0 in casa, con la sola vittoria contro il Newcastle e tre pareggi in totale (gli altri due conseguiti contro Bolton e Fulham); a lo sostituì due giorni Paul Jewell dal Wigan, con Stan Ternent scelto come vice-allenatore.
La sua prima partita, una sconfitta in trasferta contro il Sunderland per 1-0 il 1° dicembre, fu solo l'antipasto della tragedia per il club, in una gestione che fu intervallata da qualche pareggio sporadico (2-2 contro il Newcastle Utd, due 1-1 consecutivi contro Man City e Birmingham City, 0-0 contro il Sunderland e 2-2 contro il Fulham), ma soprattutto completamente priva di vittorie. Il 2 gennaio, la prima partita del 2008, finì 1-0 per il Bolton; quattro giorni dopo avvenne la prima partita di FA Cup per il club, che partì dal terzo turno e giocò in casa contro lo Sheffield Weds: la partita finì per 2-2, rendendo necessario un replay, ovvero una nuova partita. Il 22 gennaio, per una volta la fortuna arrise agli Arieti, che dopo l'1-1 maturato ai supplementari trionfarono ai rigori per 4-2. Al turno successivo svoltosi quattro giorni dopo, però, il Preston N.E. li annientò per 4-1. Il 28 gennaio, due giorni dopo, giunse la notizia che il Derby County sarebbe passato per le mani della società statunitense General Sports and Entertainment, con Tom Glick che avrebbe preso il posto di Presidente e Capo Esecutivo.
Con lo spettro della retrocessione ormai concretizzatosi già da tempo, il 29 marzo arrivò il colpo di grazia: alla trentaduesima giornata, avvennero il suddetto pareggio per 2-2 contro il Fulham e la vittoria per 3-1 del Birmingham City contro il Man City, e questo aritmeticamente bastò per far retrocedere gli Arieti in Championship, a sei giornate dalla fine, come prima squadra nella storia della massima serie inglese a retrocedere a marzo. Quello contro il Fulham fu anche l'ultimo degli 11 punti accumulati nella stagione, il punteggio più basso nella storia della Premier League, un record mai eguagliato nell'epoca dei tre punti a vittoria. In 38 giornate si registrarono anche il minor numero di vittorie (1), il maggior numero di sconfitte (29), il minor numero di gol segnati (29) e il maggior numero di gol subiti (89); quest'ultimo record sarebbe stato poi superato dallo Sheffield Utd nel 2023-2024. Ad aprile, Stan Ternent si spostò all'Huddersfield Town, e vice-allenatore divenne Chris Hutchings, come già aveva fatto nel Wigan e nel Bradford City. Questo non fermò certo le umiliazioni, cui rientrano tre gravi sconfitte in casa: 6-0 contro l'Aston Villa, 6-2 contro l'Arsenal, e 4-0 contro il Reading, anch'esso retrocesso ma dopo una dura lotta per restare in massima divisione.

## Divise e sponsor
| Casa | Trasferta |

## Risultati

### Premier League
| Arbitro: | Dean |

|                    |           |                         |
| Oakley 5’ Todd 84’ | Marcatori | 27’ Mwaruwari 83’ Utaka |

| Arbitro: | Mason |

|             |           |  |
| Johnson 43’ | Marcatori |  |

| Arbitro: | Foy |

|                                      |           |  |
| Malbranque 2’, 6’ Jenas 14’ Bent 80’ | Marcatori |  |

| Arbitro: | Probert |

|            |           |                        |
| Oakley 51’ | Marcatori | 1’, 63’ Cameron Jerome |

| Arbitro: | Wiley |

|                                                            |           |  |
| Xabi Alonso 27’, 69’ Babel 45’ Torres 56’, 78’ Voronin 76’ | Marcatori |  |

| Arbitro: | Peter Walton |

|            |           |  |
| Miller 39’ | Marcatori |  |

| Arbitro: | Atkinson |

|                                                      |           |  |
| Diaby 10’ Adebayor 25’, 50’ (rig.), 79’ Fàbregas 70’ | Marcatori |  |

| Arbitro: | Styles |

|            |           |            |
| Miller 19’ | Marcatori | 32’ Anelka |

| Arbitro: | Mason |

|           |           |  |
| Doyle 63’ | Marcatori |  |

| Londra 20 ottobre 2007, ore 16:00 WET 10ª giornata | Fulham | 0 – 0 referto | Derby County | Craven Cottage (22576 spett.)\| Arbitro: \| Dowd \| |
| Arbitro:                                           | Dowd   |               |              |                                                     |

| Arbitro: | Bennett |

|  |           |                          |
|  | Marcatori | 26’ Arteta 60’ Aiyegbeni |

| Arbitro: | Halsey |

|                       |           |  |
| Laursen 57’ Young 61’ | Marcatori |  |

| Arbitro: | Clattenburg |

|  |           |                                                      |
|  | Marcatori | 42’, 59’ Bowyer 51’ Etherington 55’ Lewis 69’ Solano |

| Arbitro: | Marriner |

|  |           |                               |
|  | Marcatori | 17’ Kalou 73’ Wright-Phillips |

| Arbitro: | Halsey |

|                    |           |  |
| Anthony Stokes 90’ | Marcatori |  |

| Arbitro: | Foy |

|                                                |           |            |
| Giggs 40’ Tevez 44’, 60’ C. Ronaldo 90’ (rig.) | Marcatori | 76’ Howard |

| Arbitro: | Styles |

|  |           |           |
|  | Marcatori | 38’ Şanlı |

| Arbitro: | Marriner |

|                 |           |                            |
| Viduka 27’, 87’ | Marcatori | 6’ Barnes 52’ Kenny Miller |

| Arbitro: | Wiley |

|              |           |                        |
| McEveley 66’ | Marcatori | 12’ Torres 90’ Gerrard |

| Arbitro: | Walton |

|            |           |                            |
| Oakley 27’ | Marcatori | 39’ Santa Cruz 42’ Bentley |

| Arbitro: | Webb |

|                    |           |  |
| Giannakopoulos 90’ | Marcatori |  |

| Arbitro: | Clattenburg |

|  |           |               |
|  | Marcatori | 82’ Sibierski |

| Arbitro: | Dean |

|                       |           |             |
| Benjani 38’, 42’, 55’ | Marcatori | 4’ Nyatanga |

| Arbitro: | Bennett |

|                      |           |               |
| Jihai Sun 46’ (aut.) | Marcatori | 63’ Sturridge |

| Arbitro: | Walton |

|             |           |           |
| Larsson 68’ | Marcatori | 89’ Villa |

| Arbitro: | Atkinson |

|  |           |                                            |
|  | Marcatori | 68’ Keane 81’ Kaboul 90+2’ (rig.) Berbatov |

| Arbitro: | Wiley |

|                           |           |  |
| Scharner 60’ Valencia 84’ | Marcatori |  |

| Derby 1 marzo 2008, ore 16:00 WET 28ª giornata | Derby County | 0 – 0 referto | Sunderland | Pride Park Stadium (33058 spett.)\| Arbitro: \| Riley \| |
| Arbitro:                                       | Riley        |               |            |                                                          |

| Arbitro: | Foy |

|                                                      |           |           |
| Lampard 27’ (rig.), 57’, 66’, 72’ Kalou 42’ Cole 64’ | Marcatori | 73’ Jones |

| Arbitro: | Dowd |

|  |           |                |
|  | Marcatori | 76’ C. Ronaldo |

| Arbitro: | Atkinson |

|           |           |  |
| Şanlı 32’ | Marcatori |  |

| Arbitro: | Dean |

|                |           |                               |
| Villa 10’, 80’ | Marcatori | 24’ Kamara 78’ (aut.) Leacock |

| Arbitro: | Marriner |

|           |           |  |
| Osman 56’ | Marcatori |  |

| Arbitro: | Stroud |

|  |           |                                                                      |
|  | Marcatori | 24’ Young 26’ Carew 36’ Petrov 58’ Barry 76’ Agbonlahor 85’ Harewood |

| Arbitro: | Tanner |

|                     |           |           |
| Zamora 20’ Cole 65’ | Marcatori | 77’ Mears |

| Arbitro: | Marriner |

|                           |           |                                                                |
| McEveley 30’ Earnshaw 77’ | Marcatori | 25’ Bendtner 39’ van Persie 59’, 81’, 90’ Adebayor 78’ Walcott |

| Arbitro: | Rennie |

|                                   |           |            |
| Santa Cruz 45+2’, 77’ Roberts 47’ | Marcatori | 19’ Miller |

| Arbitro: | Riley |

|  |           |                                            |
|  | Marcatori | 15’ Harper 61’ Kitson 69’ Doyle 90+1’ Lita |

### FA Cup
| Arbitro: | Dowd |

|                       |           |                       |
| Miller 38’ Barnes 45’ | Marcatori | 9’ Beevers 23’ Tudgay |

| Arbitro: | Foy |

|                           |                      |                             |
| Watson 10’                | Marcatori            | 47’ Miller                  |
| Whelan Lunt Tudgay Burton | Tiri di rigore 2 – 4 | Miller Lewis Earnshaw Fagan |

| Arbitro: | Probert |

|              |           |                                                  |
| Earnshaw 55’ | Marcatori | 14’, 45+1’ Hawley 33’ Whaley 90+2’ (rig.) Mellor |

### Football League Cup
| Arbitro: | Miller |

|                                                               |                      |                                                                  |
| Camara 63’ Fagan 101’                                         | Marcatori            | 86’, 120’ Gorkss                                                 |
| Howard Lunt Malcolm Teale McEveley Pearson Bywater Todd Moore | Tiri di rigore 6 – 7 | Fox Hoolahan Southern Evatt Parker Morrell Forbes Barker Jackson |

## Statistiche

### Statistiche di squadra
| Competizione   | Punti | In casa | In casa | In casa | In casa | In casa | In casa | In trasferta | In trasferta | In trasferta | In trasferta | In trasferta | In trasferta | Totale | Totale | Totale | Totale | Totale | Totale | DR  |
| Competizione   | Punti | G       | V       | N       | P       | Gf      | Gs      | G            | V            | N            | P            | Gf           | Gs           | G      | V      | N      | P      | Gf     | Gs     | DR  |
| -------------- | ----- | ------- | ------- | ------- | ------- | ------- | ------- | ------------ | ------------ | ------------ | ------------ | ------------ | ------------ | ------ | ------ | ------ | ------ | ------ | ------ | --- |
| Premier League | 11    | 19      | 1       | 5       | 13      | 12      | 43      | 19           | 0            | 3            | 16           | 8            | 46           | 38     | 1      | 8      | 29     | 29     | 89     | -60 |
| FA Cup         | -     | 2       | 0       | 1       | 1       | 3       | 6       | 1            | 1            | 0            | 0            | 5            | 3            | 3      | 1      | 1      | 1      | 8      | 9      | -1  |
| FL Cup         | -     | 1       | 0       | 0       | 1       | 6       | 7       | -            | -            | -            | -            | -            | -            | 1      | 0      | 0      | 1      | 6      | 7      | -1  |
| Totale         | -     | 22      | 1       | 6       | 15      | 21      | 56      | 20           | 1            | 3            | 16           | 13           | 49           | 42     | 2      | 9      | 31     | 43     | 105    | -62 |

### Andamento in campionato
| Giornata  | 1  | 2  | 3  | 4  | 5  | 6  | 7  | 8  | 9  | 10 | 11 | 12 | 13 | 14 | 15 | 16 | 17 | 18 | 19 | 20 | 21 | 22 | 23 | 24 | 25 | 26 | 27 | 28 | 29 | 30 | 31 | 32 | 33 | 34 | 35 | 36 | 37 | 38 |
| --------- | -- | -- | -- | -- | -- | -- | -- | -- | -- | -- | -- | -- | -- | -- | -- | -- | -- | -- | -- | -- | -- | -- | -- | -- | -- | -- | -- | -- | -- | -- | -- | -- | -- | -- | -- | -- | -- | -- |
| Luogo     | C  | T  | T  | C  | T  | C  | T  | C  | T  | T  | C  | T  | C  | C  | T  | T  | C  | T  | T  | T  | C  | C  | T  | C  | T  | C  | T  | C  | T  | C  | T  | C  | T  | C  | T  | C  | T  | C  |
| Risultato | N  | P  | P  | P  | P  | V  | P  | N  | P  | N  | P  | P  | P  | P  | P  | P  | P  | N  | P  | P  | P  | P  | P  | N  | N  | P  | P  | N  | P  | P  | P  | N  | P  | P  | P  | P  | P  | P  |
| Posizione | 10 | 15 | 19 | 20 | 20 | 19 | 19 | 20 | 20 | 19 | 20 | 20 | 20 | 20 | 20 | 20 | 20 | 20 | 20 | 20 | 20 | 20 | 20 | 20 | 20 | 20 | 20 | 20 | 20 | 20 | 20 | 20 | 20 | 20 | 20 | 20 | 20 | 20 |

Fonte: (EN) Tables, in transfermarkt.com.
Legenda:

Luogo: C = Casa; T = Trasferta. Risultato: V = Vittoria; N = Pareggio; P = Sconfitta.